# Fußball-Weltmeisterschaft 1966/Nordkorea
Dieser Artikel behandelt die Fußballnationalmannschaft der Demokratischen Volksrepublik Korea (Nordkorea) bei der Fußball-Weltmeisterschaft 1966 in England.

## Qualifikation
Ursprünglich sollte Nordkorea gegen Australien, Südafrika und Südkorea in einer Gruppe spielen. Der Gruppenerste hätte dann zusammen mit drei afrikanischen Mannschaften im Halbfinale gestanden. Nur der Sieger wäre für die Weltmeisterschaft qualifiziert gewesen. Da jedoch alle afrikanischen Mannschaften aufgrund ihrer Forderung, mindestens einen sicheren WM-Startplatz zu erhalten, nach Bekanntgabe dieses Modus ihre Anmeldung zurückzogen, wurde die Regelung hinfällig.
Kurze Zeit später wurde Südafrika wegen seiner Apartheidspolitik vom Weltfußballverband FIFA suspendiert, womit nur noch drei Teams in der asiatisch-ozeanischen Qualifikation verblieben. Schließlich zog auch noch Südkorea seine Anmeldung zurück, weil man sich nicht über einen neutralen Spielort gegen Nordkorea einigen konnte. Damit mussten die Nordkoreaner in Qualifikationsgruppe 14 lediglich gegen Australien in Hin- und Rückspiel antreten. Wegen politischer Probleme wurden beide Spiele im Olympiastadion der Hauptstadt des neutralen Kambodscha, Phnom Penh, ausgetragen. Nordkorea gewann in der Zusammenfassung mit 9:2 Toren und qualifizierte sich damit zum ersten Mal in seiner Geschichte für die Endrunde einer Fußball-Weltmeisterschaft.

### Hinspiel
| Nordkorea  | Nordkorea | Australien | Australien |
| Korea Nord | 21. November 1965 Olympiastadion (Phnom Penh, Kambodscha) Zuschauer: 60.000 Schiedsrichter: Patrick Nice (Malaysia)                                               | 21. November 1965 Olympiastadion (Phnom Penh, Kambodscha) Zuschauer: 60.000 Schiedsrichter: Patrick Nice (Malaysia)                                                                                | Australien |
| Korea Nord | Lee Chang-myung – Pak Li-sup, Shin Yung-kyoo, Kang Bong-chil, Lim Zoong-sun, Im Seung-hwi, Han Bong-zin, Pak Doo-ik, Pak Seung-zin, Kang Ryong-woon, Kim Seung-il | John Roberts – Nigel Shepherd, Stan Ackerley, Pat Hughes, Billy Rice, Les Scheinflug, Geoff Sleight, John Anderson, Archie Blue, Johnny Watkiss, David Todd Trainer: Tiko Jelisavčić (Jugoslawien) | Australien |
| Korea Nord | 1:0 Pak Doo-ik (15.) 2:0 Pak Seung-zin (54.) 3:0 Im Seung-hwi (58.) 4:0 Han Bong-zin (65.) 5:1 Pak Seung-zin (80.) 6:1 Han Bong-zin (88.)                         | 4:1 Les Scheinflug (71.) | Australien |

### Rückspiel
| Australien | Australien | Nordkorea | Nordkorea  |
| Australien | 24. November 1965 Olympiastadion (Phnom Penh, Kambodscha) Zuschauer: 55.000 Schiedsrichter: Anthony Gregory „Greg“ de Silva (Singapur)                                                            | 24. November 1965 Olympiastadion (Phnom Penh, Kambodscha) Zuschauer: 55.000 Schiedsrichter: Anthony Gregory „Greg“ de Silva (Singapur)                              | Korea Nord |
| Australien | William Rorke – Nigel Shepherd, Billy Cook, Pat Hughes, Billy Rice, Johnny Watkiss, Roy Blitz, John Anderson, Steve Herczeg, Les Scheinflug, Jimmy Pearson Trainer: Tiko Jelisavčić (Jugoslawien) | Lee Chang-myung – Pak Li-sup, Shin Yung-kyoo, Kang Bong-chil, Lim Zoong-sun, Im Seung-hwi, Han Bong-zin, Kim Yung-kil, Pak Seung-zin, Kang Ryong-woon, Kim Seung-il | Korea Nord |
| Australien | 1:0 Les Scheinflug (15.) | 1:1 Kim Seung-il (18.) 1:2 Pak Seung-zin (53.) 1:3 Kim Seung-il (75.)                                                                                               | Korea Nord |

## Kader
| Nummer – Name | Nummer – Name   | Verein vor WM-Beginn  | Geburtstag | Spiele | Tore | Gelbe Karten | Feldverweise |
| ------------- | --------------- | --------------------- | ---------- | ------ | ---- | ------------ | ------------ |
| Torhüter      |                 |                       |            |        |      |              |              |
| 01            | Lee Chang-myung | Kikwancha Pyongyang   | 02.01.1947 | 4      | 0    | 0            | 0            |
| 09            | Lee Keun-hak    | Sportgruppe Moranbong | 07.07.1940 | 0      | 0    | 0            | 0            |
| Abwehr        |                 |                       |            |        |      |              |              |
| 04            | Kang Bong-chil  | Sportgruppe 25. April | 07.11.1943 | 1      | 0    | 0            | 0            |
| 16            | Li Dong-woon    | Sportgruppe Radongja  | 04.07.1945 | 2      | 1    | 0            | 0            |
| 05            | Lim Zoong-sun   | Sportgruppe Moranbong | 16.07.1943 | 4      | 0    | 0            | 0            |
| 02            | Pak Li-sup      | Sportgruppe Amrokgang | 06.01.1944 | 2      | 0    | 0            | 0            |
| 03            | Shin Yung-kyoo  | Sportgruppe Moranbong | 30.03.1942 | 4      | 0    | 0            | 0            |
| Mittelfeld    |                 |                       |            |        |      |              |              |
| 14            | Ha Yung-won     | Sportgruppe 8. August | 20.04.1942 | 2      | 0    | 0            | 0            |
| 11            | Han Bong-zin    | Sportgruppe 25. April | 02.09.1945 | 4      | 0    | 0            | 0            |
| 06            | Im Seung-hwi    | Sportgruppe 25. April | 03.02.1946 | 4      | 0    | 0            | 0            |
| 10            | Kang Ryong-woon | Sportgruppe Radongja  | 25.04.1942 | 1      | 0    | 0            | 0            |
| 13            | Oh Yoon-kyung   | Sportgruppe 8. August | 06.08.1941 | 3      | 0    | 0            | 0            |
| 07            | Pak Doo-ik      | Sportgruppe Moranbong | 17.12.1943 | 4      | 1    | 0            | 0            |
| Angriff       |                 |                       |            |        |      |              |              |
| 21            | An Se-bok       | Sportgruppe Amrokgang | 29.10.1946 | 0      | 0    | 0            | 0            |
| 18            | Ke Seung-woon   | Sportgruppe Radongja  | 26.12.1943 | 0      | 0    | 0            | 0            |
| 17            | Kim Bong-hwan   | Kikwancha Pyongyang   | 04.07.1939 | 1      | 0    | 0            | 0            |
| 12            | Kim Seung-il    | Sportgruppe Moranbong | 02.09.1945 | 2      | 0    | 0            | 0            |
| 19            | Kim Yung-kil    | Sportgruppe Radongja  | 29.01.1944 | 0      | 0    | 0            | 0            |
| 22            | Li Chi-an       | Sportgruppe 25. April | 07.07.1945 | 0      | 0    | 0            | 0            |
| 08            | Pak Seung-zin   | Sportgruppe Moranbong | 11.01.1941 | 4      | 2    | 0            | 0            |
| 20            | Ryoo Chang-kil  | Kikwancha Pyongyang   | 05.11.1940 | 0      | 0    | 0            | 0            |
| 15            | Yang Seung-kook | Kikwancha Pyongyang   | 19.08.1944 | 2      | 1    | 0            | 0            |
| Trainer       |                 |                       |            |        |      |              |              |
|               | Myung Rye-hyun  |                       | 14.04.1926 |        |      |              |              |

## Endrunde
Nordkorea wurde zu Beginn des Turnieres als größter Außenseiter gehandelt, nach der 0:3-Niederlage gegen die Sowjetunion und dem 1:1 gegen Chile mussten die Nordkoreaner gegen Italien gewinnen. Genau das trat auch ein, in der 41. Minute schoss Pak Doo-ik den Siegestreffer für die Nordkoreaner, die sich damit als Gruppenzweiter qualifizierten.
| Vorrunde      |   |           |  |           |
| Sowjetunion   | - | Nordkorea |  | 3:0 (2:0) |
| Nordkorea     | - | Chile     |  | 1:1 (0:1) |
| Nordkorea     | - | Italien   |  | 1:0 (1:0) |
| Viertelfinale |   |           |  |           |
| Portugal      | - | Nordkorea |  | 5:3 (2:3) |

Im Viertelfinale trafen die Nordkoreaner auf Portugal, die Asiaten waren bereits nach 22 Minuten mit 3:0 in Führung gegangen, doch die Portugiesen gewannen am Ende mit 5:3 (wobei Eusébio vier Treffer erzielte). Bis zum vierten Platz Südkoreas bei der WM 2002 war dies aber der größte Erfolg einer asiatischen Nation.

## Trivia
Am 21. Oktober 2002 wurde der Dokumentarfilm Das Spiel ihres Lebens veröffentlicht. Der Film handelt vom Verhältnis der nordkoreanischen Fußballspieler zu den britischen Gastgebern während der Weltmeisterschaft 1966 und enthält auch Interviews mit sieben überlebenden Spielern der Nordkoreaner.